# Costaclis
Genre
Costaclis est un genre de mollusques gastéropodes au sein de la famille Eulimidae. Les espèces rangées dans ce genre sont marines et parasitent des échinodermes ; l'espèce type est Costaclis hyalina.

## Distribution
Les espèces sont présentes dans l'Ouest de l'océan Atlantique.

## Liste d'espèces
Selon World Register of Marine Species (25 août 2017) :
- Costaclis egregia (Dall, 1889)
- Costaclis hyalina (Watson, 1881)
- Costaclis mizon (Watson, 1881)